# Wessjolowka (Kaliningrad, Swetly)
Wessjolowka (russisch Весёловка, deutsch Bärwalde) ist eine Siedlung im Stadtkreis Swetly in der russischen Oblast Kaliningrad etwa zwölf Kilometer westlich des Stadtzentrums von Kaliningrad. Gut einen Kilometer nördlich befindet sich die Bahnstation Ljublino-Nowoje (Seerappen) an der Bahnstrecke Kaliningrad–Baltijsk.

## Geschichte
In der Nähe von Bärwalde (in alten Urkunden Beerenwalde genannt) in der Kaporner Heide wurde eine prussische Gräberstätte gefunden. Befestigte Anlagen auf der nördlich gelegenen Anhöhe waren zunächst ein prussisches Wehrdorf und wurden später auch vom Deutschen Orden genutzt. Die dem Orden nachgefolgten Siedler erhielten Bärwalder Land als Lehen und haben sich vermutlich mit den dort lebenden Prussen vermischt. Die Bärwalder Bauern waren während der Ordenszeit dem Orden gegenüber lehnspflichtig; später unterstanden sie der Gerichts- und Lehnshoheit der Herzöge bzw. Könige in Preußen nach Köllmischen Recht. Die letzten Zuwanderer kamen Anfang des 18. Jahrhunderts nach der Großen Pest.
Bärwalde war das größte Dorf im Kirchspiel Wargen (heute russisch: Kotelnikowo). Die Gemeindefläche betrug etwa 2500 Morgen. Der Ort enthielt 20 Hofstellen, 7 Insthäuser und etwa 150 Wohnhäuser einschließlich der Waldsiedlung Sonntagsruh. Bahnstation war Seerappen an der Bahnstrecke Königsberg–Pillau. Durch den Ort führte die Kreisstraße von Groß Heydekrug nach Seerappen. Ab 1922 wurde Bärwalde vom Elektrizitätswerk Peyse mit Strom versorgt.
Zum Ende des Zweiten Weltkrieges wurde der Ort zunächst vom 30. Januar bis zum 21. Februar 1945 und dann dauerhaft ab April 1945 von der Roten Armee besetzt. Von den Bewohnern, die nicht geflohen waren, wurden nach dem sowjetischen Einmarsch einige ermordet, andere nach Sibirien verschleppt. Von den Verbliebenen verhungerten manche infolge des Winters 1946/47. Die übrig gebliebenen deutschen Bewohner wurden 1948 ausgewiesen und in die SBZ transportiert.
Die Verhungerten konnten noch auf dem Bärwalder Friedhof bestattet werden. Dieser wurde später von Grabräubern heimgesucht und vandalisiert. Nach 1990 wurden dort ein Findling und eine marmorne Tafel mit russischer und deutscher Gedenkinschrift aufgestellt.
Im Jahr 1947 wurde der Ort in Wessjolowka umbenannt und in den Dorfbezirk Wsmorjewski selski Sowet im Rajon Primorsk eingegliedert. 1954 gelangte Wessjolowka in den Dorfsowjet  Logwinski selski Sowet und im Jahr 1963 in den Wolotschajewski selski Sowet im Rajon Gurjewsk. Seit 1994 gehört Wessjolowka zum Stadtkreis Swetly.
Von dem Ort ist nicht viel übrig geblieben. Dauerhafte Besiedlung gibt es nur noch im Bereich der ehemaligen Siedlung Sonntagsruh und weiter in den Wald hinein. Im eigentlichen ehemaligen Ortsgebiet befinden sich einige Kleingärten.

### Einwohnerentwicklung
| Jahr | Einwohner |
| ---- | --------- |
| 1858 | 261       |
| 1919 | 430       |
| 1939 | 608       |
| 2002 | 107       |
| 2010 | 149       |

## Kirche
Vor 1945 war Bärwalde mit seiner überwiegend evangelischen Einwohnerschaft in das Kirchspiel der Kirche in Wargen (heute russisch: Kotelnikowo) eingepfarrt. Es gehörte zum Kirchenkreis Fischhausen (Primorsk) in der Kirchenprovinz Ostpreußen der Kirche der Altpreußischen Union. Heute liegt Wessjolowka im Einzugsbereich der evangelisch-lutherischen Auferstehungskirche in Kaliningrad (Königsberg) in der Propstei Kaliningrad der Evangelisch-lutherischen Kirche Europäisches Russland.